# Підслідність
 Підслідність — розподілення кримінальних проваджень згідно Кримінального процесуального законодавства України між органами, які мають право розслідувати кримінальні правопорушення. В Кримінальному процесуальному законодавстві України підслідність кримінальних правопорушень визначається за територією вчинення кримінального правопорушення та органами, уповноваженими на розслідування цих кримінальних правопорушень.

## Територіальна підслідність в Україні
Територіальна підслідність визначається місцем скоєння кримінального правопорушення. Якщо слідчому із заяви чи інших джерел стало відомо про кримінальне правопорушення, він проводить розслідування доти, доки прокурор не визначить іншу підслідність. Якщо місце вчинення кримінального правопорушення знаходиться за межами України, місце проведення розслідування визначає прокурор.

## Підслідність між слідчими органами України
Відповідно до 216-ї статті Кримінального процесуального кодексу, слідчими органами в Україні є:
- слідчі підрозділи Національної поліції України;
- слідчі підрозділи Служби безпеки України;
- слідчі підрозділи Державного бюро розслідувань (до початку реального функціонування ДБР його функції виконують слідчі підрозділи прокуратури[1]);
- детективи органів  Бюро економічної безпеки України;
- детективи Національного антикорупційного бюро України.

### Слідчі підрозділи Національної поліції України
Слідчі підрозділи Національної поліції здійснюють досудове розслідування щодо усіх кримінальних правопорушень, крім тих, які віднесені до підслідності інших органів.

### Слідчі підрозділи Служби безпеки України
Слідчі підрозділи Служби безпеки здійснюють досудове розслідування щодо:
| Номер статті Кримінального кодексу | Назва статті |
| ---------------------------------- | --- |
| Стаття 109.                        | Дії, спрямовані на насильницьку зміну чи повалення конституційного ладу або на захоплення державної влади. |
| Стаття 110.                        | Посягання на територіальну цілісність і недоторканність України. |
| Стаття 1102                        | Фінансування дій, вчинених з метою насильницької зміни чи повалення конституційного ладу або захоплення державної влади, зміни меж території або державного кордону України. |
| Стаття 111.                        | Державна зрада. |
| Стаття 1111.                       | Колабораційна діяльність. |
| Стаття 1112.                       | Пособництво державі-агресору. |
| Стаття 112.                        | Посягання на життя державного чи громадського діяча. |
| Стаття 113.                        | Диверсія. |
| Стаття 114.                        | Шпигунство. |
| Стаття 1141                        | Перешкоджання законній діяльності Збройних Сил України та інших військових формувань. |
| Стаття 1142                        | Несанкціоноване поширення інформації про направлення, переміщення зброї, озброєння та бойових припасів в Україну, рух, переміщення або розміщення Збройних Сил України чи інших утворених відповідно до законів України військових формувань, вчинене в умовах воєнного або надзвичайного стану. |
| Стаття 201.                        | Контрабанда. |
| Стаття 2011                        | Переміщення через митний кордон України поза митним контролем або з приховуванням від митного контролю лісоматеріалів або пиломатеріалів цінних та рідкісних порід дерев, лісоматеріалів необроблених, а також інших лісоматеріалів, заборонених до вивозу за межі митної території України.     |
| Стаття 258.                        | Терористичний акт. |
| Стаття 2581.                       | Втягнення у вчинення терористичного акту. |
| Стаття 2582.                       | Публічні заклики до вчинення терористичного акту. |
| Стаття 2583.                       | Створення терористичної групи чи терористичної організації. |
| Стаття 2584.                       | Сприяння вчиненню терористичного акту. |
| Стаття 2585.                       | Фінансування тероризму. |
| Стаття 2651.                       | Незаконне виготовлення ядерного вибухового пристрою чи пристрою, що розсіює радіоактивний матеріал або випромінює радіацію. |
| Стаття 305.                        | Контрабанда наркотичних засобів, психотропних речовин, їх аналогів чи прекурсорів або фальсифікованих лікарських засобів. |
| Стаття 328.                        | Розголошення державної таємниці. |
| Стаття 329.                        | Втрата документів, що містять державну таємницю. |
| Стаття 330.                        | Передача або збирання відомостей, що становлять службову інформацію, зібрану у процесі оперативно-розшукової, контррозвідувальної діяльності, у сфері оборони країни. |
| Стаття 3321.                       | Порушення порядку в’їзду на тимчасово окуповану територію України та виїзду з неї. |
| Стаття 3322.                       | Незаконне перетинання державного кордону України. |
| Стаття 333.                        | Порушення порядку здійснення міжнародних передач товарів, що підлягають державному експортному контролю. |
| Стаття 334.                        | Порушення правил міжнародних польотів. |
| Стаття 359.                        | Незаконні придбання, збут або використання спеціальних технічних засобів отримання інформації. |
| Стаття 422.                        | Розголошення відомостей військового характеру, що становлять державну таємницю, або втрата документів чи матеріалів, що містять такі відомості. |
| Стаття 4351.                       | Образа честі і гідності військовослужбовця, погроза військовослужбовцю. |
| Стаття 436.                        | Пропаганда війни. |
| Стаття 4362.                       | Виправдовування, визнання правомірною, заперечення збройної агресії Російської Федерації проти України, глорифікація її учасників. |
| Стаття 437.                        | Планування, підготовка, розв'язування та ведення агресивної війни. |
| Стаття 438.                        | Порушення законів та звичаїв війни. |
| Стаття 439.                        | Застосування зброї масового знищення. |
| Стаття 440.                        | Розроблення, виробництво, придбання, зберігання, збут, транспортування зброї масового знищення. |
| Стаття 441.                        | Екоцид. |
| Стаття 442.                        | Геноцид. |
| Стаття 443.                        | Посягання на життя представника іноземної держави. |
| Стаття 444.                        | Злочини проти осіб та установ, що мають міжнародний захист. |
| Стаття 446.                        | Піратство. |
| Стаття 447.                        | Найманство. |

### Слідчі підрозділи Державного бюро розслідувань
Слідчі органів Державного бюро розслідувань (до початку реального функціонування ДБР його функції виконують слідчі підрозділи прокуратури) здійснюють досудове розслідування кримінальних правопорушень, вчинених службовими особами, які займають особливо відповідальне становище, особами, посади яких віднесено до 1—3 категорій посад, суддями та працівниками правоохоронних органів.